# Centrale géothermique Menengai I
 (2021).
La centrale géothermique Menengai I (en anglais : Menengai I Geothermal Power Station) est un projet de centrale géothermique de 35 MW en cours de construction au Kenya.

## Géographie
L'installation est située dans le cratère du Menengai, à environ 30 km au nord de la ville de Nakuru, où le siège du comté a été transféré, soit à environ 185 km au nord-ouest de Nairobi, la capitale et la plus grande ville du Kenya.

## Histoire
La Geothermal Development Company (GDC), une société entièrement détenue par le gouvernement kenyan, a foré des puits géothermiques dans le cratère de Menengai, dont la capacité totale peut générer jusqu'à 105 MW d'énergie électrique. Il est prevu que GDC vende la vapeur à trois producteurs d'électricité indépendants (IPP) pour construire trois centrales géothermiques, chacune d'une capacité de 35 MW. Les centrales prévues sont les suivantes, :
- Centrale géothermique de Menengai I : propriété de Orpower Twenty Two
- Centrale géothermique de Menengai II : Propriété de Quantum Power East Africa
- Centrale géothermique de Menengai III : propriété de Sosian Energy

Cette centrale utilise une nouvelle technologie géothermique développée conjointement par Toshiba Corporation et Ormat Technologies Inc. pour exploiter davantage l'énergie de la vapeur fournie à la centrale en augmentant son efficacité.

## Propriété
La centrale électrique appartient à un consortium Orpower Twenty Two, dont l'actionnariat est illustré dans le tableau ci-dessous: 
| Rang | Nom société        | Pourcentage |
| ---- | ------------------ | ----------- |
| 1    | Ormat Technologies | 51.00       |
| 2    | Symbion Power      | 24.5        |
| 3    | Civicon Limited    | 24.5        |
|      | Total              | 100.00      |